# Rio Formoso (kommun)
Rio Formoso är en kommun i Brasilien.   Den ligger i delstaten Pernambuco, i den östra delen av landet, 1 600 km nordost om huvudstaden Brasília. Antalet invånare är 22 140.
Följande samhällen finns i Rio Formoso:
- Rio Formoso

Omgivningarna runt Rio Formoso är en mosaik av jordbruksmark och naturlig växtlighet. Runt Rio Formoso är det ganska tätbefolkat, med 160 invånare per kvadratkilometer.